# 미야기 겐타로
미야기 켄타로(宮城健太郎, 1977년 9월 1일 ~ )은 일본의 배우이다.

## 출연작

### 드라마
- 2006년《마법전사 유캔도》 세토야마 키이치 역
- 2009년《혈액형별 여자가 결혼하는 방법》 시로이 켄 역